# Morocco Tennis Tour
Le Morocco Tennis Tour est une série de tournois de tennis masculins, disputée annuellement entre 2007 et 2016 sur terre battue au Maroc et constituée de 4 tournois de catégorie Challenger.
Les dates et lieux des étapes de ce circuit sont regroupés dans le tableau suivant.
| Année | Casablanca                    | Fès          | Kénitra           | Marrakech     | Meknès              | Mohammédia     | Rabat        | Tanger        |
| ----- | ----------------------------- | ------------ | ----------------- | ------------- | ------------------- | -------------- | ------------ | ------------- |
| 2007  | 9 - 14 avril                  | 25 - 30 mars | -                 | 16 - 21 avril | -                   | -              | 19 - 24 mars | -             |
| 2008  | -                             | -            | -                 | 12 - 17 mai   | 17 - 22 mars        | -              | 5 - 10 mai   | 10 - 15 mars  |
| 2009  | -                             | -            | -                 | 16 - 22 mars  | 23 févr. - 1er mars | -              | 9 - 14 mars  | 16 - 21 févr. |
| 2010  | -                             | -            | -                 | 15 - 20 mars  | 22 - 27 févr.       | -              | 8 - 13 mars  | 15 - 20 févr. |
| 2011  | 19 - 26 févr.                 | -            | -                 | 20 - 26 mars  | 14 - 20 févr.       | -              | 14 - 19 mars | -             |
| 2012  | 25 févr. - 3 mars             | -            | -                 | 17 - 24 mars  | 18 - 25 févr.       | -              | 12 - 17 mars | -             |
| 2013  | 28 oct. - 3 nov.              | -            | 16 - 22 sept.     | -             | 9 - 15 sept.        | -              | -            | 17 - 23 juin  |
| 2014  | -                             | -            | 22 - 28 sept.     | -             | 15 - 21 sept.       | 16 - 22 juin   | -            | -             |
| 2015  | 12 - 18 janv. 12 - 18 octobre | -            | 14 - 20 sept.     | -             | 7 - 13 sept.        | 5 - 11 octobre | -            | -             |
| 2016  | 10 - 16 octobre               | -            | 19 - 25 septembre | -             | 12 - 18 septembre   | 3 - 9 octobre  | -            | -             |